# AS Pirae
Association Sportive Pirae är en fotbollsklubb från Papeete, Tahiti, Franska Polynesien. Klubben grundades 1929 och spelar sina hemmamatcher på Stade Pater Te Hono Nui. Laget spelar i ett orangea matchställ.